# Oeneis depuncta
Oeneis depuncta är en fjärilsart som beskrevs av Jules Leon Austaut 1909. Oeneis depuncta ingår i släktet Oeneis och familjen praktfjärilar. Inga underarter finns listade i Catalogue of Life.